# Heba Selim
Pour les articles homonymes, voir Selim (homonymie).
Heba Selim (en arabe : هبة سليم), née le 1er janvier 1988, est une nageuse égyptienne.

## Carrière
Heba Selim remporte aux Jeux africains de 2003 à Abuja deux médailles d'argent, sur 400 mètres nage libre et sur le relais 4 x 200 mètres nage libre, ainsi que deux médailles de bronze, sur 800 et 1 500 mètres nage libre. 